# Namakgale
Namakgale ist ein Vorort und ehemaliges Township der Stadt Phalaborwa in der Provinz Limpopo im Nordosten Südafrikas, 14 Kilometer entfernt vom Kruger-Nationalpark.

## Wirtschaft
Die Region zählt zu den ärmsten in Südafrika. Die 36.365 Einwohner des Ortes sind auf die Arbeitsaufkommen in den umliegenden Bergbauunternehmen auf Kupfer, Phosphate und Vermiculit sowie den Farmen angewiesen. Viele Menschen leben seit Jahrzehnten in prekären Verhältnissen unter dem Existenzminimum; die Arbeitslosigkeit ist hoch.
Die Beschäftigungsmöglichkeiten sind seit Jahrzehnten hauptsächlich auf Montanunternehmen wie FOSKOR und der Palabora Mining Company konzentriert. Ende 1965 waren 7247 Schwarze in der Bergbauindustrie von Phalaborwa beschäftigt, von denen jedoch 3878 nur als temporäre Arbeitskräfte eingesetzt wurden.
Das frühere Township Namakgale wurde um 1966 an der Stelle eines bereits bekannten Gebietes sozialer Unruhen im damaligen Makushane Reservat auf Betreiben des Department of Bantu Administration and Development neu gebaut.

## Soziale Situation
Am stärksten von Arbeitslosigkeit gezeichnet ist die Altersgruppe der 16- bis 30-Jährigen. Besonders Kinder, Jugendliche und allein erziehende Eltern – in den meisten Fällen Frauen – sind von infrastrukturellen und sozialen Benachteiligungen betroffen.
Im Jahr 2009 stoppte die Verwaltung der Gemeinde Ba-Phalaborwa die Trinkwasserversorgung von 24 Schulen in Namakgale, da der Wasserverbrauch der vergangenen 5 Jahre nicht bezahlt wurde. Die Einstellung des Service erfolgte vor den jährlichen Prüfungen, was zu erheblichen Protesten unter Schülern und Eltern führte. Das Human Rights Institute of South Africa kritisierte die Entscheidung der Municipal-Verwaltung wegen einer Verletzung von Verfassungsrechten der Betroffenen.
Da viele Jugendliche für sich nur eine geringe Zukunftsperspektive sehen, ist ihre Motivation, eine gute Schulausbildung zu bekommen, gering. Diese Lage führte auch 2010 zu Gewaltexzessen an einer Schule, wobei wütende Schüler nach einer Schülerversammlung in zwei Unterrichtsräumen das Schulgebäude in Brand setzten. Schüler schätzten ihre Lernsituation an dieser High School als besonders problematisch ein und empfinden das Klima der gespannten Lage als hinderlich.
Im Jahr 2011 wurde eine Lehrerin vor Schülern und Kollegen einer Grundschule von ihrem Ehemann durch zwei Schüsse lebensgefährlich verletzt.